# Главно политическо управление на Българската народна армия
Главното политическо управление на Българската народна армия (Гл. ПУНА) е институция в рамките на българското Министерство на отбраната, съществувала от 1944 година до 1992 година.

## История
Създадено е след преврата от 9 септември 1944 г. като политически отдел към Министерството на войната с ръководител помощник-министъра на войната Фердинанд Козовски. С Министерска заповед № 352 на военния министър Дамян Велчев от 22 септември 1944 година е учреден помощник-командирски институт. Тогава са назначени помощник-командири на българските армии, на военновъздушните сили, както и на двата окупационни корпуса. Това са предимно комунистически партизани, участници в съпротивата. От ноември 1944 г. е приета Наредба-закон за политическото възпитание във войската. След края на Втората световна война политическия отдел прераства в Политическо управление, състоящо се от два отдела. От 1951 г. до 1992 г. съществува под името Главно политическо управление на Българската народна армия. Военнопощенския номер на управлението е 22000, а след това 35650. Управлението отговаря за комунистическото обучение на българските офицери, провежда обучения и изпити по История на Българската комунистическа партия, #виж марксизъм-ленинизъм и други. Във всяка военна част задължително има назначен политически офицер т. нар. заместник-командир по политическата част (ЗКПЧ), който се ползва с голямо влияние почти равно на командира на частта. През 1956 г. в Централен военен архив във Велико Търново е създаден фонд на управлението, който съществува и до днес – Архив ДВИА – 9, фонд № 3. С указ №126 от 25 януари 1990 г. Държавният съвет преобразува Главното политическо управление в Управление за възпитателна работа, което впоследствие е преименувано на Управление „Морално-психическа подготовка“. Окончателно се разпуска през 1992 г.

## Началници
- генерал-лейтенант Фердинанд Козовски 1944 – ?
- генерал-майор Боян Българанов – 1947 – 1949?
- полковник Иван Бъчваров 31 декември 1949 – 23 януари 1950 г., временно изпълняващ длъжността
- генерал-лейтенант Методи Христов – февруари 1950 – 16 април 1951
- генерал-майор Тодор Ненов 16 април 1951 – 29 февруари 1952
- генерал-майор Владимир Танов 29 февруари 1952 – 1954
- генерал-лейтенант Йонко Панов 1954 – 1956
- генерал-лейтенант Мишо Мишев 1956 – 1962
- генерал-майор Николай Чернев 1962 – 3 февруари 1966
- генерал-полковник Велко Палин 3 февруари 1966 – 1971
- генерал-полковник Кирил Косев 1971 – 1983
- генерал-полковник Митко Митков от 1983
- генерал-майор Петко Милушев – октомври 1985
- генерал-лейтенант Делчо Симов
- генерал Жилов

## Първи заместник-началници
- полковник Стоян Куцаров – до 1965
- генерал-майор Александър Гетман – 1965 – 1970
- генерал-майор Стоян Гърков от 1970
- генерал-полковник Митко Митков до 1983
- генерал-майор Янчо Костов
- генерал-майор Димитър Попов 1962 – 1965?
- генерал-лейтенант Делчо Симов от 1967, заместник-началник
- генерал-майор Костадин Манолов от юни 1978

## Заместник-началници
- полковник Ламби Данаилов (1944 – 1947)
- полковник Иван Бъчваров (9 април 1947 – май 1948)
- полковник Янчо Костов (1949 – 1950)
- полковник Стою Стоев (ноември 1950 – септември 1951; януари 1956 – ?)
- полковник Давид Елазар (1951 – 1957)
- генерал-майор Крум Радонов (1957 – 1960)
- генерал-майор Симеон Ханъмов (1957 – 23 април 1959)
- генерал-майор Любен Динов (1950 – 1965)
- генерал-майор Мичо Ерменов (1960 – 1965)
- генерал-майор Никола Атанасов – от август 1965-70-те години
- генерал-майор Димитър Попов, към 1964
- генерал-майор Иван Босев
- капитан I ранг Панайот Кювлиев от 1966
- генерал-майор Петко Милушев – от 1980
- генерал-майор Григор Димитров – от април 1983
- генерал-майор Иван Щилиянов (до 1983)
- генерал-майор Иван Стефанов – от 1984
- генерал-лейтенант Петър Илиев – средата на 80-те
- генерал-майор Иван Сотиров – от март 1985

## Исторически наименования
- Политически отдел при Министерството на войната (1944 – 1945);
- Политическо управление при Министерството на войната (1945 – 1951);
- Главно политическо управление на БНА (1951 – 1992)